# Enriqueta Maria de França

Enriqueta Maria de França per Anton van Dyck.

Enriqueta Maria de França o Enriqueta Maria de Borbó -en francès Henriette Marie de France- (Palau del Louvre de París, 25 de novembre de 1609 -castell de Colombes, 10 de setembre de 1669) fou una noble francesa filla del rei Enric IV de França (1553-1610) i de Maria de Mèdici (1575-1642).
El seu pare va ser assassinat quan ella tenia cinc mesos d'edat, el 14 de maig de 1610, i la seva mare va ser desterrada de la Cort el 1617 Pel seu matrimoni amb el rei Carles I, va esdevenir reina consort d'Anglaterra, Escòcia i Irlanda, fins que va ser deposada del títol després de l'execució del seu marit, el 30 de gener de 1649. De fet, per la seva religió catòlica no va poder ser coronada reina al mateix moment que ho era el seu marit. Enriqueta Maria va conèixer el príncep de Gal·les quan aquest tornava d'Espanya on havia anat en un intent sense èxit de fer-hi un tracte matrimonial. El matrimoni no va ser ben vist per la majoria de la població anglesa, i tampoc va ser fàcil per a Enriqueta Maria la relació amb el seu marit i amb la Cort. Detestava especialment l'home de confiança del rei Carles I, el duc de Buckingham George Villiers, el qual fou assassinat l'agost de 1628, probablement per ordre d'Enriqueta Maria i el seu entorn d'origen francès. Amb tot, aquest fet va facilitar la millora de relacions entre la parella.
Enriqueta Maria va contribuir a la formació de la col·lecció d'art de Carles I, encomanant pintures i altres obres d’art.
El 1642 quan esclatà el conflicte intern, entre el Parlament i la Monarquia, ella era de viatge a Europa i des d'allí va reclutar un exèrcit per a defensar la monarquia. La participació dels escocesos al costat del Parlament, va precipitar el final de la guerra. I el 1644 va fugir amb els seus fills a França, mentre el seu marit era executat el 1649.

## Matrimoni i fills
El 13 de juny de 1625 es va casar a l'església de Sant Agustí, amb el príncep de Gal·les Carles I, fill del rei Jaume I d'Anglaterra i de la princesa Anna de Dinamarca (1574-1619). Fruit d'aquest matrimoni nasqueren:
- SAR el príncep Carles Jaume d'Anglaterra, nat a Londres el 1629 i mort el mateix any a la mateica localitat. Rebé el títol de duc de Cornualles.
- SM el rei Carles II d'Anglaterra, nat a Londres el 1630 i mort el 1685. Es casà amb la infanta Caterina de Portugal.
- SAR la princesa Maria Enriqueta, princesa reial. Nada a Londres el 1631 i morta el 1660 al Palau de Whitehall. Es casà amb el príncep Guillem II d'Orange-Nassau.
- SM el rei Jaume II d'Anglaterra i VII d'Escòcia, nat a Londres el 1633 i mort a Saint-Germain-en-Laye el 1701. Es casà en primeres núpcies amb Anne Hyde i en segones núpcies amb la princesa Maria de Mòdena.
- SAR la princesa Elisabet d'Anglaterra, nada a Londres el 1635 i morta el 1650.
- SAR la princesa Anna d'Anglaterra, nada a Palau de Saint James el 1637 i morta el 1640 al Palau de Richmond.
- SAR la princesa Caterina d'Anglaterra, nada al Palau de Saint James el 1639 i mort el mateix any a Londres.
- SAR el príncep Enric d'Anglaterra, nat al Palau de Saint James el 1639 i mort el 1660 a Londres.
- SAR la princesa Enriqueta Maria d'Anglaterra, nada el 1644 a Bedford House Exeter i morta a París el 1670. Es casà amb el duc Felip d'Orleans.

## Enllaços externs

Enriqueta de França, tocant la viola d'arc, per Nattier